# Любеново (Хасковська область)
Лю́беново (болг. Любеново) — село в Хасковській області Болгарії. Входить до складу общини Хасково.

## Населення
За даними перепису населення 2011 року у селі проживали 89 осіб, усі — болгари.
Розподіл населення за віком у 2011 році:
Динаміка населення: